# Chelonus rufipes
Chelonus rufipes är en stekelart som beskrevs av Szepligeti 1900. Chelonus rufipes ingår i släktet Chelonus och familjen bracksteklar. Inga underarter finns listade i Catalogue of Life.